# Parti progressiste nigérien
Le Parti progressiste nigérien, en forme longue le Parti Progressiste Nigérien-Rassemblement Démocratique Africain (PPN-RDA) est un ancien parti politique du Niger. C'est le parti-État de 1960 à 1974. Il est rétabli en 1992, mais n'a pas de mandat parlementaire.

## Historique

### Sous la domination française
Le Parti progressiste nigérien a été fondé le 12 mai 1946 dans ce qui était alors le territoire français d'outre-mer du Niger. Le parti a rejoint le Rassemblement démocratique africain (RDA) en tant que section nigérienne.
La délégation du PPN participe en octobre 1946 à Bamako à la mise en place du RDA dirigée par Issoufou Saïdou Djermakoye, premier président du Comité central du PPN. Hamani Diori est devenu président du parti et Djibo Bakary secrétaire général du PPN-RDA. Aux élections du 10 novembre 1946, Diori remporte le siège du Territoire d'Outre-Mer du Niger à l'Assemblée nationale française. Là, il a travaillé avec le Parti communiste français qui semblait le plus susceptible de représenter les intérêts africains.
Jean-Francois Toby, le gouverneur de la France au Niger, a lancé la fondation de l'Union des Nigériens Indépendants et Sympathisants (UNIS) en 1948 dans le but d'affaiblir le PPN-RDA. Issoufou Saïdou Djermakoye et d'autres membres du PPN-RDA sont passés à l'UNIS pro-français.
Aux élections du deuxième député du Niger à l'Assemblée nationale de France le 27 juin 1948, Georges Condat (UNIS) s'impose face à Djibo Bakary (PPN-RDA). En juin 1950, Daddy Gaoh devint chef parti du PPN-RDA. Aux élections législatives françaises de 1951, le 17 juin, Hamani Diori a à son tour perdu son siège au profit d'un représentant de l'UNIS. Lors des élections de 1952 à l'Assemblée territoriale du Niger, les cinquante sièges sont allés à l'UNIS. Le PPN-RDA a tenté d'arrêter l'avancée triomphale de l'UNIS en formant un comité de coordination avec une branche de l'UNIS, l'Union progressiste nigériane (UPN), de 1953 à 1954.
Lorsque le PPN-RDA, ou son parti affilié le RDA, a mis fin à sa coopération avec le Parti communiste français, Djibo Bakary s'est prononcé contre lui et a donc été exclu du PPN-RDA. Bakary a fondé un nouveau parti en 1954, l'Union démocratique nigérienne (UDN), qui a fusionné en 1956 sous sa direction avec le Bloc d'action nigérien (BNA) pour former le parti Sawaba.
En 1956, Boubou Hama devient président du PPN-RDA à la place de Daddy Gaoh. L'UNIS avait été gravement affaiblie par les crises internes des partis et Hamani Diori a profité des élections législatives françaises de 1956 pour regagner son siège à l'Assemblée nationale française. L'organisation de jeunesse du parti Jeunesse Nigérienne du RDA a été fondée le 2 février 1957. Aux élections de l'Assemblée territoriale au Niger en 1957, le PPN-RDA est arrivé deuxième derrière le Sawaba de Djibo Bakary. Le gouvernement nigérien formé après les élections ne comprenait que des ministres de Sawaba et aucun du PPN-RDA.
Le revirement décisif a été provoqué par le référendum constitutionnel de 1958, au cours duquel le Sawaba s'est prononcé pour l'indépendance immédiate du Niger et le PPN-RDA contre. Le référendum a conclu en faveur de l'intégration du Niger à la nouvelle Communauté française. Le PPN-RDA a reçu le soutien du Sawaba et, faute d'alternatives, a désormais été considéré comme le parti jouissant de la confiance de l'administration française. En raison de la manipulation de l'administration française lors des élections à l'assemblée territoriale du Niger de 1958, le Sawaba a finalement perdu tous les sièges du parlement nigérien au profit du PPN-RDA. Le PPN-RDA a formé le gouvernement de la République autonome du Niger sous la direction du Premier ministre Hamani Diori. Après les manifestations de rue de Sawaba contre le résultat des élections, il a été interdit en 1959. Avec l'Union des Femmes du Niger, une organisation de femmes affiliée au PPN-RDA a été fondée en 1959, présidée par Fatou Djibo.

### Parti de l'unité de la Première République

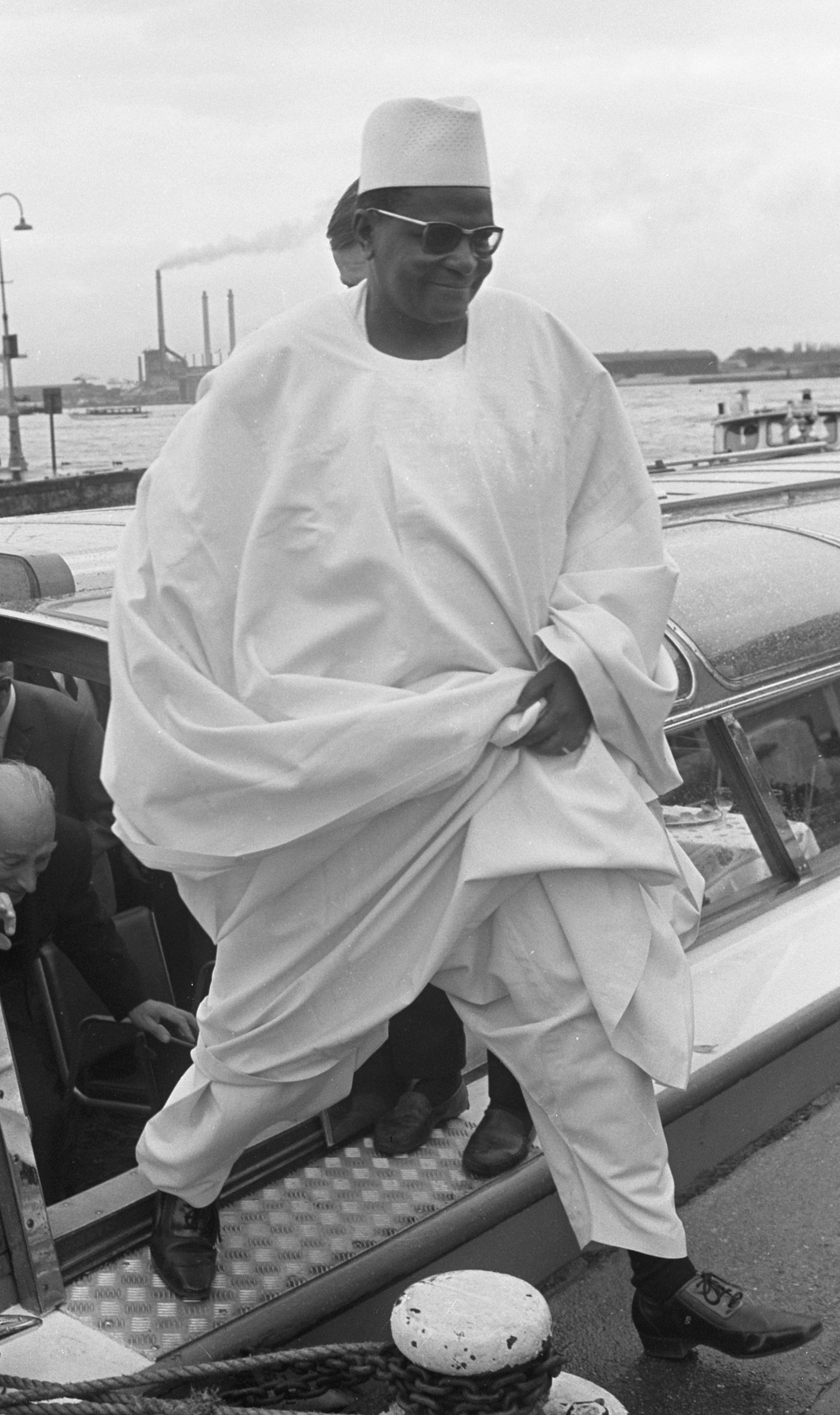
Hamani Diori (1968).

Le PPN-RDA a été formé en tant que parti d'unité et a accompagné le Niger à l'indépendance en 1960. L'Assemblée nationale du Niger, exclusivement composée de députés du PPN-RDA, et issue de l'Assemblée territoriale nigériane élue en 1958, a élu Hamani Diori comme son premier président en 1960. Barcourgné Courmo, Mahamane Dan Dobi, Issa Ibrahim, Amadou Issaka, Yansambou Maïga Diamballa, Boukary Sabo et Mouddour Zakara sont des membres bien connus du parti détenant des fonctions ministérielles lors de la première république (1960-1974). Abdou Gaoh a été président du parti des jeunes pendant un certain temps.
Le 15 avril 1974, Seyni Kountché a pris le pouvoir par un coup d'État. Pendant son règne, tous les partis politiques au Niger ont été interdits.

### Depuis le rétablissement
Au moment du bouleversement démocratique sous le successeur de Kountché Ali Saibou (1987-1993), le PPN-RDA a été réorganisé. Les moteurs de la start-up[Quoi ?] étaient Oumarou Garba Youssoufou et Léopold Kaziendé. À partir de 1990, Harou Kouka a été le directeur provisoire de son bureau politique. Le PPN-RDA est à nouveau enregistré en tant que parti politique depuis le 2 avril 1992.
Le candidat du parti à l'élection présidentielle de 1993 était Oumarou Garba Youssoufou. Il a obtenu 1,99 % des voix, finissant cinquième sur sept candidats. Aux élections législatives de 1993, les premières du pays depuis l'introduction du multipartisme, le Parti progressiste nigérien n'a obtenu que 2 des 83 sièges à l'Assemblée nationale. En 1995, Youssoufou est devenu chef de parti d'un nouveau petit parti, le Front démocratique nigérien (FDN-Mutunci). La présidence du PPN-RDA a d'abord été reprise par Dan Dicko Dan Koulodo, puis Abdoulaye Hamani Diori, le fils aîné de l'ancien président Hamani Diori. Aux élections législatives de 1995, le parti n'a reçu qu'un seul mandat, confié à Abdoulaye Hamani Diori. Diori a été élu vice-président de l'Assemblée nationale. Dans une alliance électorale avec le Parti nigérien pour la démocratie et le socialisme (PNDS-Tarayya), Diori et le PPN-RDA ont réussi pour la dernière fois les élections législatives de 2004.
Le parti n'est plus représenté au parlement depuis 2009. Abdoulaye Hamani Diori est mort en 2011.

## Littérature
- Claude Fluchard: Le PPN-RDA et la décolonisation du Niger, 1946–1960 . L'Harmattan, Paris 1995,  (ISBN 2-7384-3100-3) .